# Света Богородица Неръкотворна (Солун)
„Света Богородица Неръкотворна“ (на гръцки: Παναγία Αχειροποίητος) е средновековна православна църква в македонския град Солун, Егейска Македония, Гърция. От 1988 година църквата е част от обектите на световното наследство на Юнеско като част от Раннохристиянските и византийските паметници в Солун.

## Местоположение
Църквата е разположена на главната солунска улица „Егнатия“, в западния край на античната агора.

## История
Църквата датира според тухлите и мозайките от около 450–470 година. Храмът претърпява архитектурни промени още в VII век, а по-сериозни промени датират от късния византийски период в XIV–XV век. Църквата е трикорабна базилика с дървени козирки на покрива, която завършва на изток с полукръгла апсида. Оцелели са няколко мозайки от V век, които се отличават с високото си художествено изпълнение. Има запазени стенописи от XIII век. Църквата е построена върху римска баня. Базиликата се споменава в писмени източници като църквата на Дева Мария и дори като Велика катедрала на Успение Богородично. Името Неръкотворна (Ахиропиитос) е засвидетелствано за пръв път в документ от 1320 година.
„Света Богородица Неръкотворна“ е първата църква, превърната в джамия веднага след завладяването на Солун в 1430 година от Мурад II и остава джамия през целия период на османското владичество, известна като Ески Джума или Ески джамия (Старата джамия). Въпреки че претърпява множество ремонти в дългата си история, църквата се смята за един от най-добре запазените и значими примери за типични базилики с галерии от византийския период.
Надпис от султан Мурад е запазен в северната колонада, на осмата колона от изток.